# A Reality Tour (фильм)
A Reality Tour — концертный фильм британского рок-музыканта Дэвида Боуи, выпущенный в 2004 году на DVD. Релиз содержит запись выступления музыканта в дублинском Point Theatre, сделанную годом ранее во время проведения турне A Reality Tour.

## Содержание
Программа концерта охватывает более 30 лет карьеры музыканта, от альбома The Man Who Sold the World (1970) до Reality (2003), а также коллаборации Боуи, такие как «Sister Midnight» (сочинённую с Игги Попом) и «Under Pressure» (сочинённую с группой Queen). Упор был сделан на материале из альбомов, выпущенных после альбома Earthling (1997) — Heathen (2002) и Reality, чьи песни составляют одну треть из 30 исполненных.
Боуи не стал включать в концерт материал из альбомов Pin Ups (1973) и Never Let Me Down (1987), пластинок, выпущенных с группой Tin Machine (Tin Machine (1989) и Tin Machine II (1991)), а также его первого сольного релиза в 1990-х — Black Tie White Noise. (1993). Ни одна из песен Aladdin Sane (1973) также не была задействована в шоу, хотя некоторые композиции этого альбома звучали в туре.
Одной из особенностей шоу стало исполнение трёх песен из альбома The Rise and Fall of Ziggy Stardust and the Spiders from Mars (1972) в качестве выхода «на бис». Хотя Боуи много раз исполнял эти произведения за свою карьеру, они не звучали на его шоу с 1978 года, когда их концертные интерпретации были включены в альбоме Stage, выпущенном в том же году.
Аранжировки песен зачастую были более тяжелыми и замысловатыми, нежели у их альбомных версий, чтобы быть ближе к звучанию альбома Reality; открывал шоу более динамичный вариант песни «Rebel Rebel», во время которого Боуи взаимодействовал с аудиторией. Музыкант закончил песню ирландской фразой «Tiocfaidh ar lá», что означает «Наш день придет». Во время некоторых треках аудитория подпевала Боуи, включая песню «All the Young Dudes» (первоначально записанную для альбома Aladdin Sane в 1972 году и выпущенную лишь в 1997 — на сборнике The Best of David Bowie 1969/1974 в монофоническом варианте, её оригинальный стереовариант был включен в компиляцию Nothing Has Changed (2014), где музыкант иногда не попадает в ноты во время припева), и «Life on Mars?».

## Список композиций
Все песни написаны Дэвидом Боуи, за исключением отмеченных.
1. «Concert Introduction» — 2:42
2. «Rebel Rebel» (из альбома Diamond Dogs, 1974) — 3:25
3. «New Killer Star» (из альбома Reality, 2003) — 4:55
4. «Reality» (from Reality) — 4:21
5. «Fame» (Дэвид Боуи, Джон Леннон, Карлос Аломар; из альбома Young Americans, 1975) — 4:11
6. «Cactus» (Black Francis; from Heathen, 2002; оригинальная версия была записана группой Pixies для альбома Surfer Rosa, 1989) — 2:34
7. «Sister Midnight» (Игги Поп, Боуи, Аломар; оригинальная версия была записана Игги Попом для альбома The Idiot, 1977) — 4:37
8. «Afraid» (из альбома Heathen) — 3:26
9. «All the Young Dudes» (оригинальная версия была записана группой Mott the Hoople для альбома All the Young Dudes, 1972) — 3:25
10. «Be My Wife» (из альбома Low, 1977) — 3:12
11. «The Loneliest Guy» (из альбома Reality) — 4:00
12. «The Man Who Sold the World» (из альбома The Man Who Sold the World, 1970) — 4:04
13. «Fantastic Voyage» (Боуи, Брайан Ино; из альбома Lodger, 1979) — 3:06
14. «Hallo Spaceboy» (Боуи, Ино; из альбомаOutside, 1995) — 5:27
15. «Sunday» (from Heathen) — 5:49
16. «Under Pressure» (Боуи, Джон Дикон, Брайан Мэй, Фредди Меркьюри, Роджер Тейлор; оригинальная версия выпускалась на сингле, впоследствии была включена в альбом группы Queen Hot Space, 1981/1982) — 4:17
17. «Life on Mars?» (из альбома Hunky Dory, 1971) — 4:47
18. «Battle for Britain (The Letter)» (Боуи, Ривз Гэбрелс, Марк Плати[англ.]; из альбома Earthling, 1997) — 4:40
19. «Ashes to Ashes» (из альбома Scary Monsters (and Super Creeps)) — 5:29
20. «The Motel» (из альбома Outside) — 6:00
21. «Loving the Alien» (из альбома Tonight, 1984) — 5:16
22. «Never Get Old» (из альбома Reality) — 4:18
23. «Changes» (из альбома Hunky Dory) — 3:48
24. «I’m Afraid of Americans» (Боуи, Ино; из альбома Earthling) — 5:19
25. «„Heroes“» (Боуи, Ино; из альбома “Heroes”, 1977) — 7:25
26. «Bring Me the Disco King» (из альбома Reality; первоначально записывалась для альбома Black Tie White Noise (1993), затем для Earthling, но эти версии так и не были выпущены) — 8:03
27. «Slip Away» (из альбома Heathen) — 6:23
28. «Heathen (The Rays)» (из альбома Heathen) — 6:01
29. «Five Years» (из альбома The Rise and Fall of Ziggy Stardust and the Spiders from Mars, 1972) — 4:40
30. «Hang On to Yourself» (из альбома Ziggy Stardust) — 2:59
31. «Ziggy Stardust» (из альбома Ziggy Stardust) — 4:40
32. «Concert Exit and Credits» — 2:09

## Кинематография
Фильм представлял собой относительно простую вариацию шоу A Reality Tour, с отдельными ракурсами всех музыкантов аккомпанирующей группы Боуи, а также использованными световыми / постановочными эффектами, такими как большие сценические платформы, свисающие ветви деревьев и специально подготовленный материал на видеоэкранах. Было использовано несколько различных ракурсов музыканта, включая камеры, расположенные позади Боуи и в зрительном зале. Также, в фильм были включены кадры подготовки к шоу за кулисами — во время вступления, антракта и финальных титров.
Во время монтажа были добавлены художественные эффекты, среди которых искажение цвета (особенно во время «Ashes to Ashes»), изменение скорости кадра (в начале «Rebel Rebel») и ритмическое повторение кадра (тряска в «Hallo Spaceboy»). Многие из них использовались просто для красоты, хотя из-за некоторых происходила рассинхронизация звука. Для ряда песен были использованы интерлюдии на фоновых экранах, такие как художественный фильм о лесе во время «The Loneliest Guy» и вступительная заставка из шоу The Uncle Floyd Show к «Slip Away», чтобы обеспечить контекст для их текстов.
Фильм был перемонтирован и отличался от оригинальных концертных выступлений — отыгранных музыкантом в Дублине 22 и 23 ноября — из которых он был скомпонован. Фирменное приветствие Боуи каждому городу по ходу турне: «Привет… сумасшедшие ублюдки» (Hello… you crazy motherfuckers) также не было включено в фильм.

## В полях
- Дэвид Боуи – ведущий вокал, гитара, стилофон[англ.]
- Эрл Слик – электрогитара
- Гейл Энн Дорси[англ.] – бас, вокал
- Джерри "Спукигост" Леонард[англ.] – гитара, бэк-вокал
- Стерлинг Кэмпбелл – ударные
- Майк Гарсон – клавишные
- Кэтрин Рассел[англ.] – клавишные, бэк-вокал, гитара, перкуссия
- Том Кенни – художник по свету

## Чарты
| Чарт (2004)            | Высшая позиция |
| ---------------------- | -------------- |
| Australian DVDs        | 14             |
| Austrian Music DVDs    | 1              |
| Belgian Music DVDs     | 3              |
| Danish Music DVDs      | 7              |
| Dutch Music DVDs       | 4              |
| German Albums          | 59             |
| Irish Music DVDs       | 1              |
| New Zealand Music DVDs | 9              |
| Norwegian Music DVDs   | 1              |
| Swedish DVDs           | 1              |
| US Music Videos        | 5              |

## Сертификация
| Регион | Сертификация  | Продажи  |
| --- | ------------- | -------- |
| Австралия (ARIA) | 3× Платиновый | 45 000^  |
| Франция (SNEP) | Платиновый    | 20 000*  |
| Германия (BVMI) | Золотой       | 25 000^  |
| США (RIAA) | Платиновый    | 100 000^ |
| * Данные о продажах приведены только на основе сертификации. ^ Данные о тиражах приведены только на основе сертификации. |               |          |